# Trappenkamp
Trappenkamp er en kommune i det nordlige Tyskland, der også er administrationsby i Amt Bornhöved. Byen ligger i den nordlige del af Kreis Segeberg, sydøst i delstaten Slesvig-Holsten.

## Geografi
Trappenkamp er beliggende 15 kilometer nord for Bad Segeberg og 15 km øst for Neumünster. I kommunen er der til- og fra kørsel til motorvejen A 21. Nærmeste banegård er omkring fem km væk i nabokommunen Rickling ved jernbanen mellem Neumünster og Bad Oldesloe. Indtil 1961 havde Trappenkamp selv en banegård ved enden af den tre kilometer lange sidelinje fra Bornhöved på Kiel–Segeberg banen. Det var hovedsageligt en godsbane, men indtil 1952 kørte også enkelte persontog.